# Pekinški čovjek
Pekinški čovjek (kineski: 北京猿人, pinyin: Běijīng Yuánrén, latinski: Homo erectus pekinensis), je primjer Homo erectusa (lat. za "Uspravan čovjek") koji se smatra za nasljednika Australopiteka i pretka Homo sapiensa, suvremenog čovjeka. 
Skupina fosilnih uzoraka (15 djelomičnih lubanja, 11 donjih čeljusti, mnogo zuba, neke kosti kostura i veliki broj kamenog oruđa) otkriveni su tijekom iskapanja u Zhoukoudianu (Chou K'ou-Tien) u blizini Pekinga (Kina) 1923. – 27. godine. Nalazi se smatraju starima otprilike 500.000 godina, iako novi 26Al/10Be nalazi sugeriraju kako su stari oko 680.000-780.000 godina (pleistocen).
Većinu studija o tim fosilima izveo je Davidson Black do svoje smrti, 1934. godine. Njegovu je ulogu preuzeo Pierre Teilhard de Chardin sve dok ga Franz Weidenreich nije zamijenio i studirao fosile do odlaska iz Kine 1941. godine. Originalni fosili su nestali 1941., dok su se dostavljali u SAD zbog sigurnosti tijekom Drugog svjetskog rata, ali ostali su izvrsni odljevi i opisi.
Ilustracija desno je rekonstrukcija Franza Weidenreicha, nastala na temelju kostiju od najmanje četiriju različitih osoba (nijedan od fosila nije potpun).
Sinantropi su živjeli uglavnom sakupljačkim načinom života, ali su se bavili i lovom.
Pekinški čovjek se povezuje s pitekantropom a Jave (Javanski čovjek). Arheološko nalazište Zhoukoudian, na kome je otkriven Pekinški čovjek, 1987. je godine upisano na popis mjesta svjetske baštine u Aziji i Oceaniji, a iskopavanja na ovom lokelitetu traju i danas. Ovaj lokalitet je izvanredan dokaz ljudske zajednice na azijskom kontinentu tijekom prapovijesti i evolucije hominida; otkriće Pekinškog čovjeka potvrdilo je kontinuitet u razvoju hominida. Problem oko kontinuiteta nastao je u 19. stoljeću kada je otkriven pitekantrop na Javi, koji je potomak australopiteka, predaka Homo sapiensa.

## Vanjske poveznice
- Peking Man fossils from Zhoukoudian  Arhivirana inačica izvorne stranice od 7. listopada 2009. (Wayback Machine)

|  | Zajednički poslužitelj ima još gradiva o temi Pekinški čovjek |